# سیتروئن دی‌اس۴
سیتروئن دی‌اس۴ (به انگلیسی: Citroën DS4) خودرویی چهار در است که در سال ۲۰۱۰ توسط شرکت سیتروئن تولید شده‌است.
خودروسازی DS که این روزها مدل‌های خاص لاکچری محصولات خود را به وسیله شرکت آرین موتور، نماینده رسمی این شرکت به ایران عرضه کرده، برای ارائه محصول خود به ایرانیان به سراغ دی‌اس ۴ جدید رفته است. این خودرو که تقریباً اواخر سال ۲۰۱۰ در بسیاری از نمایشگاه‌های معتبر جهان، چشمان بازدیدکنندگان را به عنوان یک خودروی لوکس به خود خیره کرده بود در جشنواره‌ جهانی خودرو لقب زیباترین خودرو را در رقابت با برندهای مختلف از آن خود کرد.
دی‌اس ۴ در اصل یک خودروی ۵ در بدون صندوق است. به عبارتی یک هاچ بک کامپکت که قدری ارتفاع یک خودروی کلاس اسپرت و قدری ظاهر یک خودروی کوپه را دارد. داخل خودرو فضای مناسبی را در اختیار سرنشینان قرار می‌دهد و صندلی‌ها امکان ماساژ را برای سرنشینان فراهم می‌کند. با وجود چرخ‌های بزرگ اما عملکرد فرمان هیدرولیک بسیار رضایت بخش است و مثلا در مقایسه با برخی خودروهای هم کلاس خود بسیار نرم‌تر به نظر می‌آید. البته تفاوت محسوس در میان فرمان این خودروها زمانی برای مشتری قابل لمس است که مدل‌های متفاوتی را تست کرده باشد، زیرا در این کلاس تقریباً تمامی خودروها دارای فرمان‌های مناسب با عملکردی هوشمند هستند.
دی‌اس جدید با قدری تغییر شاسی و بالا رفتن آن چیزی شبیه به خودروی اسپرت کامپکت به نظر می‌آید٬ البته جایگذاری دستگیره‌ها بر روی در این ذهنیت را از بین برده رنگ و بوی یک خودروی کوپه را به بینندگان می‌دهد. جلو پنجرهٔ دی‌اس ۴ جدید نیز تغییر کرده و منقش به لوگوی DS4 شده‌است و البته که چراغ‌های جلو نیز متفاوت از قبل شده و اندکی کشیده‌تر شده‌است.
نگاهی به موتور این خودرو نشان می‌دهد که یک پیشرانه ۱.۶ لیتری توربوشارژ که توان تولید ۱۶۵ اسب بخار قدرت و ۲۴۰ نیوتن متر گشتاور را دارد برای نبض حرکت در دی‌اس ۴ در نظر گرفته شده‌است. این خودرو برای انتقال قدرت از جعبه دندهٔ ۶ سرعته اتوماتیک که ساخت کمپانی ژاپنی آیسین است بهره می‌گیرد. شتاب صفر تا ۱۰۰ کیلومتر این خودرو نیز حدود ۹ ثانیه و حداکثر سرعت آن نیز ۲۱۲ کیلومتر بر ساعت برآورد شده‌است. اندازه‌گیری مصرف سوخت نیز نشان می‌دهد، دی‌اس ۴ در مصرف سوخت ترکیبی حدود ۸ لیتر در صد کیلومتر می‌سوزاند.
سیستم تعلیق این خودرو بسیار نرم و حساس است و تکان‌های شدید به هیچ عنوان به کابین منتقل نمی‌شود با این وجود اما نمی‌توان از این خودرو انتظار یک رانندگی آفرود یا اسپرت را داشت. داخل کابین در زمان حرکت بسیار ساکت است و در سرعت‌های بالا تنها به میزان کمی صدای موتور در داخل اتاق به گوش می‌رسد. این امر با وجود عایق بندی بسیار عالی خودرو کمی عجیب به نظر می‌آید ولی صدا گوش نواز تایرها بر روی جاده تا حد بالایی صدای موتور را نیز پوشش می‌دهد. با وجود فضای بسیار زیاد در صندوق عقب این خودرو، امکان تا شدن صندلی‌های عقب نیز وجود دارد و علیرغم دید کم راننده به سمت عقب خودرو، سنسورهای هوشمند و متعدد این خودرو تمامی نواقص چشمی را پوشش می‌دهد.

دی‌اس ۴ امکانات ایمنی بالایی نظیر سیستم ترمز ضد قفل ABS، سیستم تقسیم الکترونیکی نیروی ترمز، سیستم کنترل پایداری، سیستم کنترل کشش، ایربگ راننده و سرنشین جلو و انبوهی دیگر از امکانات ایمنی را در خود گنجانده است. شاید به مدد این حجم از توجه به موضوعات ایمنی بوده که دی‌اس ۴ موفق شده در تست‌های یورو ان‌سی‌ای‌پی نیز ۵ ستاره ایمنی را از آن خود کند.